# تشارلز أينشتاين
تشارلز أينشتاين (بالإنجليزية: Charles Einstein)‏ (2 أغسطس 1926 - 7 مارس 2007)؛ صحفي وروائي أمريكي.
كان مؤلف رواية The Bloody Spur. استند فيلم «بينما تنام المدينة» (1956) للمخرج فريتز لانغ على هذهِ الرواية. كان والد أينشتاين الممثل الكوميدي هاري أينشتاين. وكان الأخ الأكبر غير الشقيق للممثلين الكوميديين ألبيرت بروكس وبوب أينشتاين، المعروف باسمه المسرحي «سوبر ديف أوزبورن».